# Luísa Susana Grande de Freitas Lomelino
Luísa Susana de Freitas Lomelino Grande (Portalegre, 15 de fevereiro de 1875 — Funchal, 10 de dezembro de 1945), conhecida também pelo pseudónimo Luzia, foi uma escritora portuguesa, bastante conceituada na sua época. Publicou nove obras, sendo a primeira Os que se divertem, A comédia da vida, a que mais edições conheceu, três edições, sendo uma delas ilustrada. O lançamento deste primeiro livro aconteceu quando a escritora tinha já quarenta e cinco anos, em 1920, e não foi uma surpresa no mundo das letras portuguesas. Era frequência assídua do salão de Maria Amália Vaz de Carvalho, onde era conhecida e muito admirada. Dir-se-ia que já se esperava que ela se afirmasse grande desde a primeira hora.
Ficou conhecida como o "Eça de Queirós de Saias", e é digno de nota que no dia da sua morte, todas as livrarias de Lisboa, nas suas montras, colocaram lado a lado os livros de Eça de Queirós e de Luzia.

## Biografia
Luísa nasceu a 15 de Fevereiro de 1875, em Portalegre. Era filha do capitão Eduardo Dias Grande, bisneto do Dr. Francisco Grande e Metelo, este último nascido em 1755 na freguesia de Galinde, no reino de Leão, e formado pela Universidade de Salamanca. O Dr. Francisco Grande e Metelo casou em 1797 com D. Antónia Isabel Caldeira d’Andrade, natural do Crato e oriunda de uma família brasonada, fixando a sua residência em Portalegre. Dos sete filhos do casal, apenas uma teve descendência, Antónia Benedita Grande e Caldeira.
O pai de Luzia tinha dois irmãos, o general José Maria Grande e D. Sofia Cândida Dias Grande, que foram os padrinhos de Luzia.
Eduardo Dias Grande foi Secretário-geral do Governo Civil do Distrito do Funchal e casou com uma senhora da alta sociedade madeirense, Luísa de Freitas Lomelino, filha do morgado da Quinta das Cruzes, Nuno de Freitas Lomelino e D. Ana Welsh de Freitas Lomelino provenientes de uma antiga família madeirense com origem italiana.
Do casamento de Eduardo Dias Grande e Luísa de Freitas Lomelino nasce a primeira filha do casal, Ana Luísa, a 7 de Dezembro de 1867, na freguesia de S. Pedro, no Funchal. Luzia nasce oito anos depois, já no continente, e, logo ao nascer, o seu percurso de vida fica marcado por uma ausência, a da mãe, que morre após o parto.
Ao fim dos seis meses passados em Portalegre, o pai de Luzia, que sofria de uma grave doença pulmonar, decidiu mudar-se para a Madeira com as duas filhas, em busca de um clima mais favorável à sua doença. Foram viver para a Quinta das Cruzes, propriedade dos avós maternos de Luzia.
Com nove anos apenas, Luzia vê a vida levar-lhe a pessoa que mais adora, o pai, e é de novo enviada para Portalegre, para casa da tia Sofia.
Aos catorze anos, é enviada pelos tios para o colégio das Salésias em Lisboa.
Atingida a maioridade, Luísa «viveu algum tempo em Lisboa em casa dos viscondes de Geraz de Lima. Seguidamente acompanhou-os até à Madeira e passou a residir em casa da avó Ana, na Rua dos Netos, nº 19».
É na Madeira que Luzia casa com Francisco João de Vasconcelos, a quatro de Abril de 1896. Após os primeiros tempos na Quinta das Cruzes, os noivos rumaram ao Jardim do Mar e passaram a residir no Solar de Nossa Senhora da Piedade. Mas o casal não era feliz, e a Lei do Divórcio (de 3 de Novembro de 1910), que foi um dos primeiros atos legislativos do Governo Provisório saído da revolução de 5 de Outubro  de 1910, foi imediatamente aproveitada por Luzia. A 19 de Novembro de 1911, Luzia escreve no seu Jornal: «Seulette, seulette, sans compagnon ni maître… E agora, julgo que para sempre. Mas não me sinto feliz… Ai de mim! Ai de todos nós! Passamos a vida a dizer: se não fosse isto, se tivéssemos aquilo… Isto deixa de ser, temos enfim aquilo, e ri dos nossos vãos, temerários “ses”, a cruel, irónica felicidade!...».
Posteriormente a esta fase da sua vida, Luzia vai ainda passar por grandes sofrimentos, já que para além do divórcio, terá vários problemas de saúde, entre os quais a neurastenia e um grave problema que lhe afeta a visão. Contrastando com a solidão que sentia, Luzia, socialmente, mantém uma vida muito dinâmica, com frequentes viagens a Paris e a outras cidades e a frequência de festas e salões literários.
Luzia recorre a casas de repouso e termasem França , sempre muito bem frequentadas pela alta sociedade europeia, para se restabelecer, sendo comum passar temporadas na zona dos Pirinéus. Cultiva também duma interessante vida intelectual, tendo começado a publicar os seus livros e participando na vida em sociedade, que era circunscrita a um pequeno mundo elegante.
Nos primeiros anos, no Funchal, tudo lhe correu a seu gosto, num ambiente calmo e alegre, como refere Feliciano Soares: «Depois de vagabundear por hotéis, instalou-se logo adiante da Ponte Monumental, de tão estranha, impressionante paisagem, na quinta Nogueira de que ela, com os seus quadros, as estantes dos seus livros ricamente encadernados, as suas flores sempre renovadas, fez um petit chateau de France» (SOARES, s.d., p. 82).
Luzia mudou-se da Quinta da Nogueira para a Quinta Carlos Alberto, na rua do Jasmineiro, número 3, onde se refugiou no momento em que a Europa enfrentava a Segunda Grande Guerra. Luzia deixara de se queixar, mostrando relativa boa disposição. Mais tarde, vem a confessar que «olhando o inaudito sofrimento da humanidade inteira, não se sentia com o direito de se queixar». Continuou a escrever e a corresponder-se com as amigas Fernanda de Castro e Teresa Leitão de Barros.
Os achaques foram-se multiplicando, o declínio acentuava-se, os médicos redobravam os cuidados e os amigos começavam a alarmar-se.
Após sofrimentos físicos e morais que se prolongaram ao longo da vida, Luzia falece a 10 de Dezembro de 1945, pelas 14h, na Quinta Carlos Alberto.

## Percurso literário
Desde tenra idade que Luzia sonha ser escritora. O seu primeiro conto é publicado a 8 de Janeiro de 1894, no Correio da Manhã (cf. Correio da Manhã, 08.01.1894, “A lenda das estrelas”). Luzia colaborou também na imprensa da Madeira, com o pseudónimo de Lady Butterfly.
O lançamento do primeiro livro de Luzia, Os que se divertem, a comédia da vida, aconteceu quando a escritora tinha já quarenta e cinco anos, em 1920, e não foi uma surpresa no mundo das letras portuguesas. Como refere Feliciano Soares, na frequência assídua do salão de Maria Amália Vaz de Carvalho, Luzia foi conhecida de perto e logo admirada. Dir-se-ia que já se esperava que ela se afirmasse grande desde a primeira hora.
O sucesso foi enorme e imediato e a obra conheceu três edições.
Rindo e Chorando (291 pp.) é publicado dois anos depois, em 1922, e mantém os mesmos traços e até as mesmas personagens do livro anterior. Sente-se quase como uma continuação das “comédias da vida”, mas revela uma ironia mais trágica que faz o leitor flutuar entre episódios de riso genuíno e de sorriso amargurado, de tão terrível que pode ser a ironia da vida.
Cartas do campo e da cidade vem a público em 1923 (222 pp.), e, tal como o próprio nome indica, situa-se entre as paisagens e ambientes opostos destes dois lugares: das quarenta e quatro cartas, vinte e oito são escritas na cidade, algumas em Lisboa, outras no Funchal, e dezasseis no campo, a maioria delas nas Quintas de Portalegre.
Cartas d’uma vagabunda é o quarto livro de Luzia (310 pp.), no qual não aparece a data de publicação. Esta obra revela a enorme paixão que Luzia tem pela epistolografia e como ela própria se destaca neste género.
Nas cartas, Luzia testemunha que acaba de chegar de França e descreve como encontra Lisboa e os seus hotéis favoritos. Depois de instalada, retrata de novo a cidade e os seus ridículos. Nada escapa ao olhar de Luzia, dos políticos à moda, dos hábitos culturais à alta sociedade, todos são alvo da sua ironia. Mas um grupo em particular é alvo do seu mais violento sarcasmo, os novos-ricos. Nesta obra, Luzia continua a caracterizar-se pela sua irreverência, não faltando exemplos, como o trecho: «Parece-me que escolheste péssima conselheira. Por distração e... talvez por um bocadinho de implicação também, faço sempre o contrário do que o código elegante manda fazer».
Em Cartas d’uma vagabunda, Luzia também relembra os doces momentos passados no colégio das Salésias, e algumas das histórias da temporada passada em Pau, no sanatório, fazendo referência ao conflito mundial que o mundo tinha atravessado. A chegada a Portugal, a estadia em Lisboa, seguidamente, em Pedras Salgadas e, por fim, de novo a sua amada França, é o percurso que Cartas d’uma vagabunda leva o leitor a fazer.
Sobre a vida…sobre a morte, máximas e reflexões surge em 1931 (84 pp.) e é um livro de pequeno formato em que Luzia faz reflexões sobre o que lhe ensinaram as suas vivências, iniciando um diálogo com a morte. Tem cinquenta e seis anos e abate-se sobre a sua alma a desilusão de sonhos desfeitos, de uma vida muito sofrida até ao momento: «Não sejas tão severo com os novos. Lembra-te que já seguiste a sua esperança e que eles caminham já para a tua desilusão…». Como refere José Martins dos Santos Conde, Luzia, inteligente, culta e viajada, já sofrera «a morte dos seres mais queridos, a separação cruel do marido gastador e os espinhos da depressão e da doença, estava credenciada para transmitir aos menos experientes, em forma de breves sentenças e avisos, as suas experiências sobre a vida e os seus pensamentos sobre a morte».
Almas e terras onde eu passei é publicado em 1936 (285 pp.) e é constituído por relatos de fragmentos da vida de Luzia, pedaços de memórias, das pessoas, das coisas e dos lugares por onde passou. O texto fixa impressões dos tempos vividos no Jardim do Mar, pedaços de histórias vividas em Portalegre, as “personagens” que com ela conviviam no sanatório, a vida elegante de Lisboa, o colégio das Salésias, a Madeira, a revolução, os seus bem-amados livros, entre muitos outros assuntos. Tudo desfila, de forma aprazível e bem contada, com toques de nostalgia e saudade, perante o leitor.
Última Rosa de Verão (cartas de mulheres) surge quatro anos depois, em 1940 (329 pp.), conta a história de Ana Guiomar, que é incumbida de “educar” o primo da sua amiga íntima Maria do Carmo, que vai uns tempos para fora. O primo de Maria do Carmo, Nuno, tem metade da idade de Ana Guiomar, e com a convivência ambos se apaixonam. O romance entre os dois é contado maioritariamente em cartas escritas de Ana Guiomar a Nuno. Como Conde refere, «manejando o género epistolar com a destreza que já lhe conhecemos – neste caso o uso da carta poderá ser um artifício literário – Luzia consegue uma perfeita urdidura de romance».
São aqui retratados um amor impossível, a expressão de genuínos sentimentos e as condenações sociais. As semelhanças com a história de vida são evidentes. A morte da mãe de Ana Guiomar, o marido que a despreza, o divórcio, as vivências de infância, tudo no romance encontra um paralelo com vida real de Luzia. Como sublinha José Martins dos Santos Conde, «Luzia está aqui retratada de corpo e alma. Ninguém diga que este romance não é profundamente autobiográfico».
Quatro anos antes da sua morte, em 1941, Luzia lança Lições da Vida, Impressões e Comentários (108 pp), mais um livro de pequeno formato, com reflexões sobre as efemeridades da vida, o amor, a beleza, as ilusões, os sonhos, a morte.
Dias que já lá vão foi publicado um ano depois da morte de Luzia, em 1946 (248 pp.), pois: «apesar de muito doente e quase cega Luzia continuava a escrever. Estava preparando um novo livro, intitulado Dias que já lá vão. Não teve tempo de o acabar», conta J. Conde. A edição apresenta um prefácio de Fernanda de Castro e Teresa Leitão, com ilustrações de Anne Marie Jauss.
A maior parte das narrativas deste livro lembra os episódios da infância de Luzia em Portalegre, o início da sua paixão pelos livros, as aulas em casa, os invernos rudes que passava de livro na mão em frente à lareira, e descreve a Quinta das Assomadas, nos meses de bom tempo, que fazia as suas delícias, cheia de flores campestres, águas da ribeira, onde brincava com a sua amiga Georgina e fingia ser Dom Quixote. Os episódios do livro constituintes da segunda parte não sofreram os retoques da autora e isso faz-se notar. Sobressai um estilo definido pelo ritmo dos apontamentos, a que Luzia teria acrescentado sem dúvida graça e vivacidade se tivesse tido oportunidade de os trabalhar.
Apesar de Luzia ser uma presença estimada, e de se pressentirem naquela alma tantos sonhos, adivinhava-se também nela uma imensa solidão.
Luzia redigiu uma última versão do seu testamento a 21 de Julho de 1945, no qual integrou dois apontamentos referentes às suas obras e aos seus papéis que deixou a duas amigas distintas: Laura de Castro Soares e Teresa Leitão de Barros.
Após a morte de Luzia, Teresa Leitão de Barros, em parceria com Fernanda de Castro, publicam o livro Dias que já lá vão, a obra que Luzia tinha começado, mas que tinha deixado a meio. Não se consegue compreender o porquê desta escolha das escritoras, pois Luzia tinha deixado Pelos Caminhos da vida, Jornal I, já pronto para ser editado, estava dactilografado e rigorosamente corrigido.
Mesmo depois da sua morte, Luzia continuou a ser referenciada e elogiada, existindo um consenso entre as personalidades da época em considerar Luzia como uma das maiores escritoras portuguesas, existindo a convicção de que Luzia tinha criado uma obra que jamais seria destruída com o passar do tempo.